# Provtryck
Provtryck avser inom konstgrafik det testtryck som konstgrafikern skapar under arbetets gång för att få en uppfattning om hur motivet ter sig i tryck, för att efter justeringar på tryckformen slutligen leda fram till tryckningen av den slutliga upplagan.
Inom modern, industriell grafisk produktion används termen på ett motsvarande sätt. Jämför med förprovtryck.